# Mouvement Emmanuel
 (novembre 2015).
Le Mouvement Emmanuel, d'inspiration religieuse, a été fondé par le révérend Elwood Worcester, de l'église épiscopale Emmanuel à Boston. Puritain dans l'âme il avait dénoncé tour à tour, la prostitution, les maladies vénériennes qui, selon lui, provoqueraient chez le peuple « l'incrustation de doutes qui dévastent comme jamais l’esprit des hommes ». Pour lutter contre cette dérive, il avait monté une croisade inspirée du christianisme célébrant des puissances du « soi subliminal ».
À partir de ce constat, il conçut, en collaboration avec de célèbres psychiatres et neurologues, S. Weir Mitchell, Coriat et James Jackson Putnam entre autres, un enseignement au « traitement psychologique et moral des désordres psychiques et nerveux ».
Freud, au moment de son voyage aux États-Unis et à l'occasion de l'engouement de certaines des idées inspirées de la psychanalyse, s'était montré plus que réticent face aux techniques qui proposaient notamment de guérir de l'alcoolisme :
Quand je pense aux nombreux médecins qui, après des années d'initiation aux techniques de la psychothérapie moderne, ne la pratiquent encore qu'avec extrême prudence, je me dis que cette initiative d'individus dont la formation médicale est inexistante ou presque est pour le moins discutable. Je comprends que ce genre d’Église psychothérapeutique séduise le public, toujours friand de mystères et de surnaturel. Sans doute est-ce cette zone d'ombre qu'il subodore derrière la psychothérapie. Mais notre science à nous n'a rien, absolument rien de mystérieux.
Les techniques du mouvement Emmanuel s'apparentent à l'hypnose et à la suggestion.
L'inspirateur du Mouvement, le révérend Worcester s'était auparavant formé à la psychologie en Allemagne avec Wundt et Fechner puis en France avec Charcot, Bernheim et Janet. Dans ce pays, il a aussi et ensuite été l'une des sources d'inspiration [réf. nécessaire] d'Émile Coué.
Avant qu'une certaine acception de la psychanalyse ne s'impose, le révérend a œuvré de manière à promouvoir la psychothérapie pour les classes moyennes, notamment. Il invitait, par exemple, ses patients à s'asseoir dans son bureau peu éclairé et, installé dans un bon fauteuil, les invitait à se détendre. Il les plaçait ensuite dans un état de semi-hypnose et leur faisait des suggestions censées les guérir.
Le Mouvement s'est imposé dans les grandes villes avec l'aval des autorités religieuses.